# Benedikt Gambs

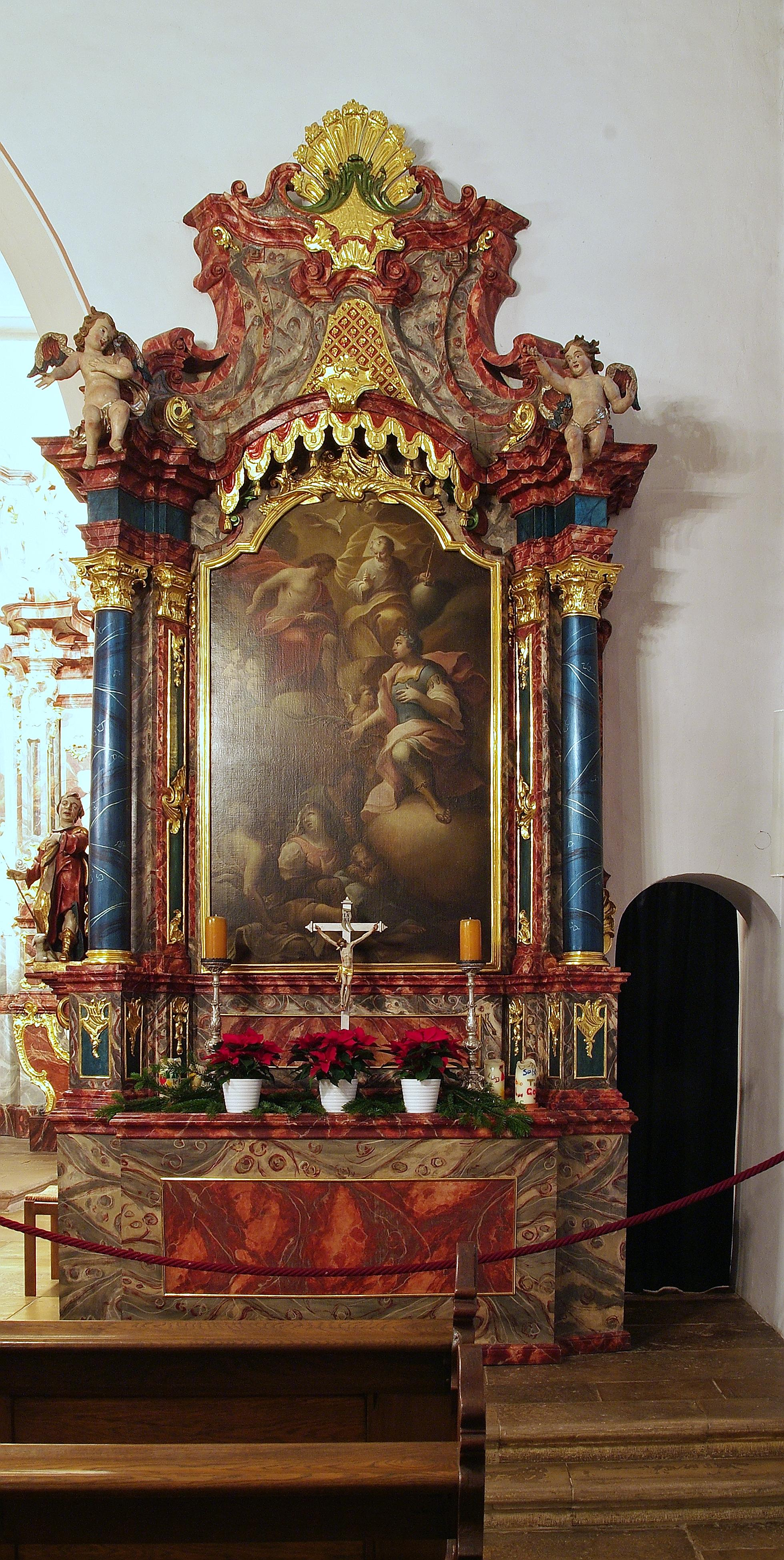
Sebastianaltar, St. Martin in Freiburg-Hochdorf

Benedikt Gambs (* um 1703 in Gestratz bei Lindau; † 15. November 1751 in Ebnet) war ein Künstler aus dem Westallgäu und einer der bedeutendsten Maler des Barock im Breisgau.

## Leben
Gambs war ein Sohn von Benedikt Gambs d. Ä. (* 17. März 1681), der ebenfalls Maler war. Sein Leben und sein Werk sind umfassend in der Magisterarbeit von Bettina May-Schillok dargestellt, auf die sich auch die weiteren Ausführungen stützen. Das Geburtsjahr von Benedikt Gambs kann nur daraus geschlossen werden, dass er bei seinem Tod 1751 nach dem Eintrag im Pfarrbuch von Ebnet 48 Jahre alt war. Er war Schüler bei dem Kemptener Hofmaler Franz Benedikt Hermann, dem Vater von Franz Georg Hermann. Sein Lehrbetrieb beschäftigte sich auch damit, Kopien von berühmten Gemälden holländischer und italienischer Barockmeister anzufertigen. Franz Georg Hermann hatte 8 Jahre in Rom gelernt. Durch ihn und durch die Mitarbeit an der Ausmalung des Klosters von Ottobeuren, wo er den Venezianer Jocopo Amigoni getroffen haben muss, lernte Gambs die italienische Malerei kennen.
Spätestens 1737–1739 war er als Geselle des Ottobeurer Malers Franz Anton Erler bei der Ausmalung der Pfarrkirche von Kißlegg tätig, wo ihm die ersten Gemälde zugeschrieben werden.
Der Schwerpunkt der Arbeit von Gambs lag aber nicht im Allgäu, sondern im Breisgau, in das er 1740 wanderte. Im vorderösterreichischen Breisgau hatte sich die wirtschaftliche Situation nach den ständigen Auseinandersetzungen in der Folge des Dreißigjährigen Krieges seit dem Regierungsantritt Maria Theresias langsam verbessert. Es fehlte nun aber auf den künstlerischen Gebieten an einheimischen Kräften. In diese Lücke strömten auswärtige Künstler, vorwiegend aus Tirol, Vorarlberg und dem Allgäu, wo es eine Vielzahl von talentierten Malern gab, die an nur wenigen Zentren arbeiten konnten. Die Maler Johann Pfunner und Simon Göser, der Baumeister Peter Thumb und der Stuckateur Johann Georg Gigl können neben anderen als Beispiele genannt werden.
Gambs war gleich von 1740 an im Breisgau beschäftigt, sodass er dort gut eingeführt gewesen sein muss. Er arbeitete in verschiedenen Städten, bis er schließlich 1751 um das akademische Bürgerrecht der Universität Freiburg nachsuchte.
Für Handwerker war das akademische Bürgerrecht ein legaler Weg, dem strengen Zunftzwang zu entgehen. Über die Geistlichen, die in der Frühzeit überwiegend an den Universitäten tätig waren, durfte kein weltliches Gericht richten, sodass sich eine eigene Rechtsgemeinde herausbildete, zu der aber nicht nur die Scholaren gehörten, sondern auch alle, die der Universität in irgendeiner Weise verbunden waren. Ein bekannter Künstler, der aufgrund des akademischen Bürgerrechts in Freiburg tätig war, war Johann Christian Wentzinger.

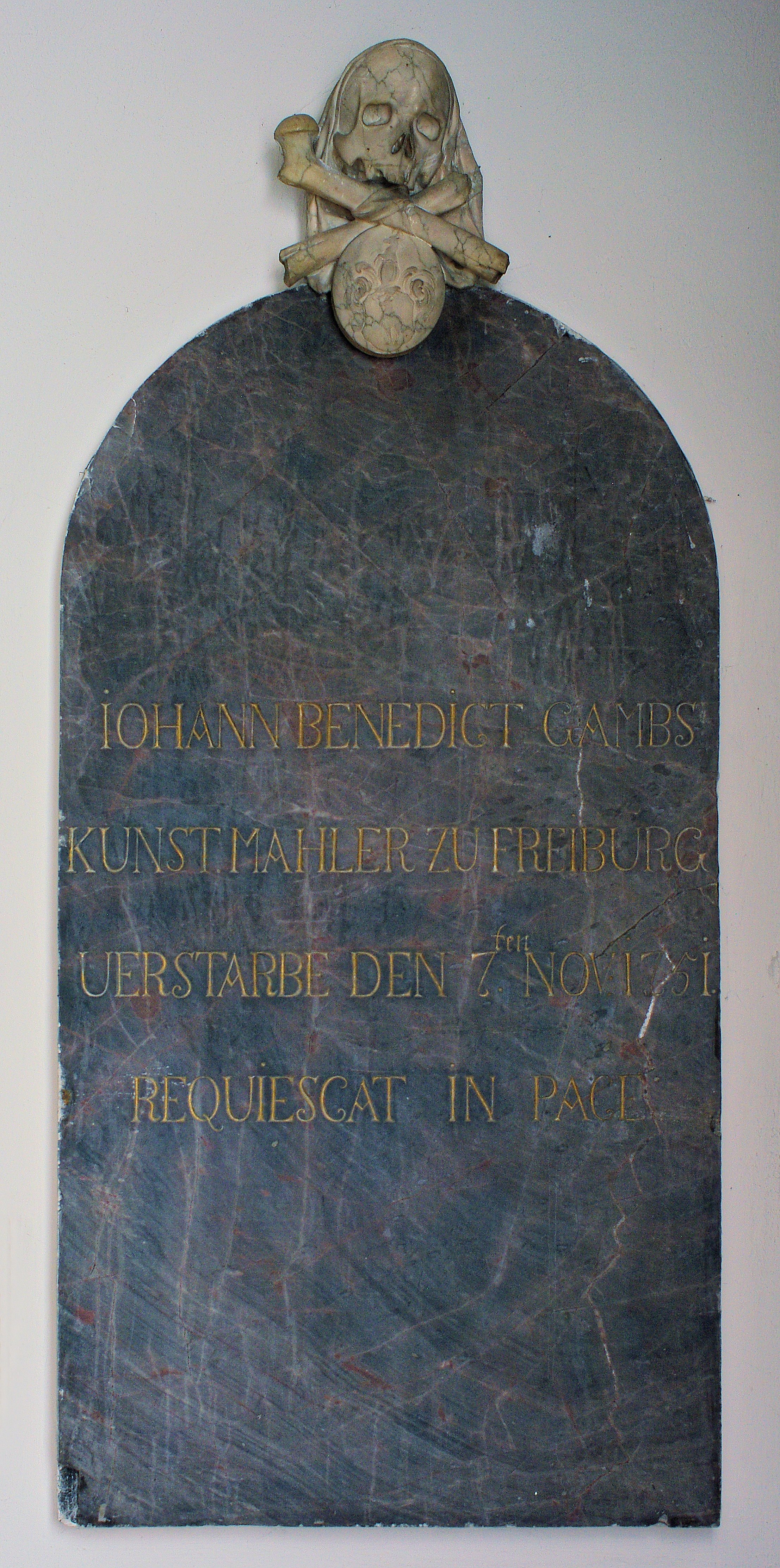
Grabplatte in der Hilariuskirche, mit falschem Todesdatum

Gambs wurde das akademische Bürgerrecht am 6. November 1751 gewährt. Er konnte es aber nicht mehr auskosten, weil er schon am 15. November 1751 in Ebnet starb, wohl an den Folgen einer Lungenentzündung. Dort ist er begraben in der St. Hilariuskirche.
Kurz vor seinem Tod hatte Gambs am 25. April 1751 noch die Kammerjungfer Veronica Königin geheiratet, die er bei seinen Arbeiten auf dem Schloss Ebnet kennengelernt haben muss – seine Tochter Carolina Catharina Caecilia wurde nach seinem Tod am 13. März 1752 geboren.

## Werk
Benedikt Gambs hat vor allem Decken- und Wandfresken in Barockkirchen geschaffen sowie eine Reihe von Altarbildern.
Seine ersten Werke im Breisgau waren das Deckengemälde der Marienhimmelfahrt und die Wandfresken in einem Raum im Obergeschoss des Freiburger Domherrenhauses, Münsterplatz 36, signiert „BeneDict Gambs Fecit 1740“. Aus demselben Jahr stammen der Sebastiansaltar in der Pfarrkirche St. Martin in Freiburg-Hochdorf und zwei weitere Seitenaltarbilder aus Wasenweiler, die sich heute in der Pfarrkirche St. Gallus in Norsingen befinden.
1745–1747 nahm Gambs die Ausmalung der Pfarrkirche St. Martin in Riegel vor, für die er auch die Altarbilder schuf. Leider sind die gesamten Malereien 1936 durch einen Brand zerstört worden. Ein Deckenbild von 1747 aus Endingen am Kaiserstuhl mit der Darstellung des Besuchs der Königin von Saba bei Salomon hat sich aber – auf Leinwand doubliert – im Augustinermuseum in Freiburg erhalten. Ein Oberbild des Hochaltars aus dem Predigerkloster in Freiburg mit einer Darstellung Gottvaters aus demselben Jahr hängt heute in der Pfarrkirche von Kappel.
1748–50 wurde Gambs einmal im Hegau tätig, wo er in Hilzingen in der Pfarrkirche St. Peter und Paul die Fresken und die Hochaltarbilder schuf (Franz Ludwig Herrmann übernahm nach seinem Tod die Seitenaltäre).
1750 malte Gambs die Pfarrkirche St. Michael in Appenweier aus, schuf in Schloss Ebnet fünf Deckenbilder (hier übernahm nach seinem Tod Johann Pfunner die weitere Ausmalung des Treppenhauses), darunter das des Gartensaals, und malte für die Pfarrkirche St. Hilarius in Ebnet ein Seitenaltarbild mit dem Heiligen Sebastian.
Das letzte bedeutsame Werk von Benedikt Gambs war 1751 das große Deckenfeld in der Klosterbibliothek von St. Peter. Das Thema hatte Abt Steyrer vorgegeben: Die Malerei stellt „den Vater des Lichts, und den heil. Geist vor, wie sie den Verfassern des alten und neuen Testaments, wie auch den heil. Vätern der Kirche ihre Bücher eingeben.“ Gambs präsentiert in der Bildmitte die Geistestaube im Erdkreis, von der Lichtstrahlen ausgehen. Gottvater stützt seinen Arm auf die Weltkugel, auf der ein Buch mit sieben Siegeln liegt, über dem wiederum Christus in Gestalt eines liegenden Lammes mit Kreuzesfahne erscheint. Diese Dreifaltigkeit wird von einem Kranz von sieben Engeln umgeben, die geöffnete Bücher halten. Dieser Engelreigen wird von der auf einer Wolke knienden Figur Marias unterbrochen, die gleichzeitig den tiefen Abgrund zwischen den Anhängern des Alten und des Neuen Bundes überbrückt, die unter ihr auf zwei Felshöhen stehen. Erstmals weist Gambs in der Signatur nicht nur auf seine malerische Arbeit hin, sondern betont auch seinen künstlerischen Entwurf: „Benedict Gambs invenit et pinxit 1751“.

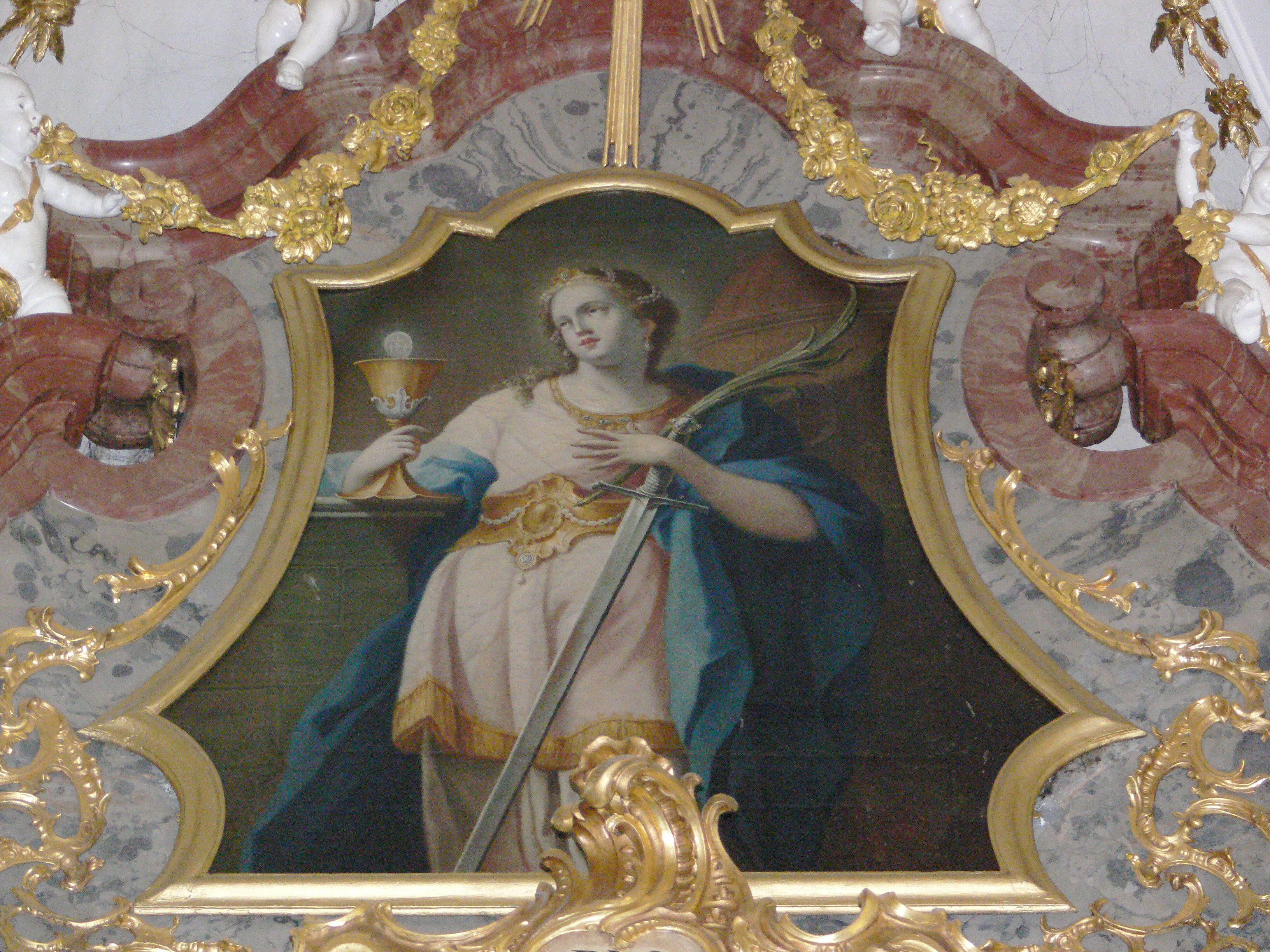
Heilige Barbara, Oberbild im Hochaltar der heutigen Pfarrkirche St. Ulrich

Parallel zu diesem Fresko malte Benedikt Gambs noch die Hochaltarbilder für die Priorei St. Peter und Paul in St. Ulrich, die der Abtei von St. Peter inkorporiert war.

## Rezeption
Benedikt Gambs war „ein nur durchschnittlich begabter Maler“, wie May-Schillock zusammenfasst. Er hatte gelegentlich Schwierigkeiten, die Anatomie von Personen richtig wiederzugeben, was er durch geschickte Draperien überspielte. Fast immer benutzte er Stichvorlagen anderer Künstler oder seine Kenntnis von bestimmten Werken, um diese in seine Bildkompositionen umzusetzen. Gerade dadurch aber vermittelte er die Kemptener und Allgäuer Barockmalerei erfolgreich in den Südwesten Deutschlands, wobei er aufgrund seiner Ausbildung auch von der Augsburger und der italienischen Malerei beeinflusst war. So konnte er künstlerische Anstöße geben, die selbst von bedeutenden Barockmeistern wie Johann Christian Wentzinger und Johann Pfunner aufgenommen wurden.
Sein Meisterwerk schuf Benedikt Gambs in der Klosterbibliothek von St. Peter. Aufgrund der ihm von Abt Steyrer gestellten Aufgabe konnte er nicht direkt auf Vorbilder zurückgreifen. Er musste seine Phantasie walten lassen und ein wirklich eigenes Werk schaffen. Das geschah „meisterhaft“, und „jedermann bewunderte Wert und Eleganz seiner Malkunst“, wie Brommer formuliert. Der kunstsinnige Abt Steyrer äußerte seine überschwängliche Wertschätzung. Offensichtlich war auch Gambs selbst stolz auf seine Leistung: „Benedikt Gambs invenit…“. Über seine mögliche weitere Entwicklung lässt sich aufgrund seines plötzlichen Todes nur spekulieren.